# Слободчиківське сільське поселення (Аромашевський район)
Слободчикі́вське сільське поселення (рос. Слободчиковское сельское поселение) — муніципальне утворення у складі Аромашевського району Тюменської області, Росія.
Адміністративний центр — село Слободчики.

## Населення
Населення — 540 осіб (2020; 579 у 2018, 691 у 2010, 847 у 2002).

## Склад
До складу поселення входять такі населені пункти:
| Населений пункт      | Населення, осіб (2002) | Населення, осіб (2010) |
| -------------------- | ---------------------- | ---------------------- |
| Валгіна, присілок    | 209                    | 189                    |
| Ніколаєвка, присілок | 40                     | 43                     |
| Слободчики, село     | 514                    | 437                    |
| Талова, присілок     | 84                     | 22                     |